# ジョージ・ロブソン (政治家)

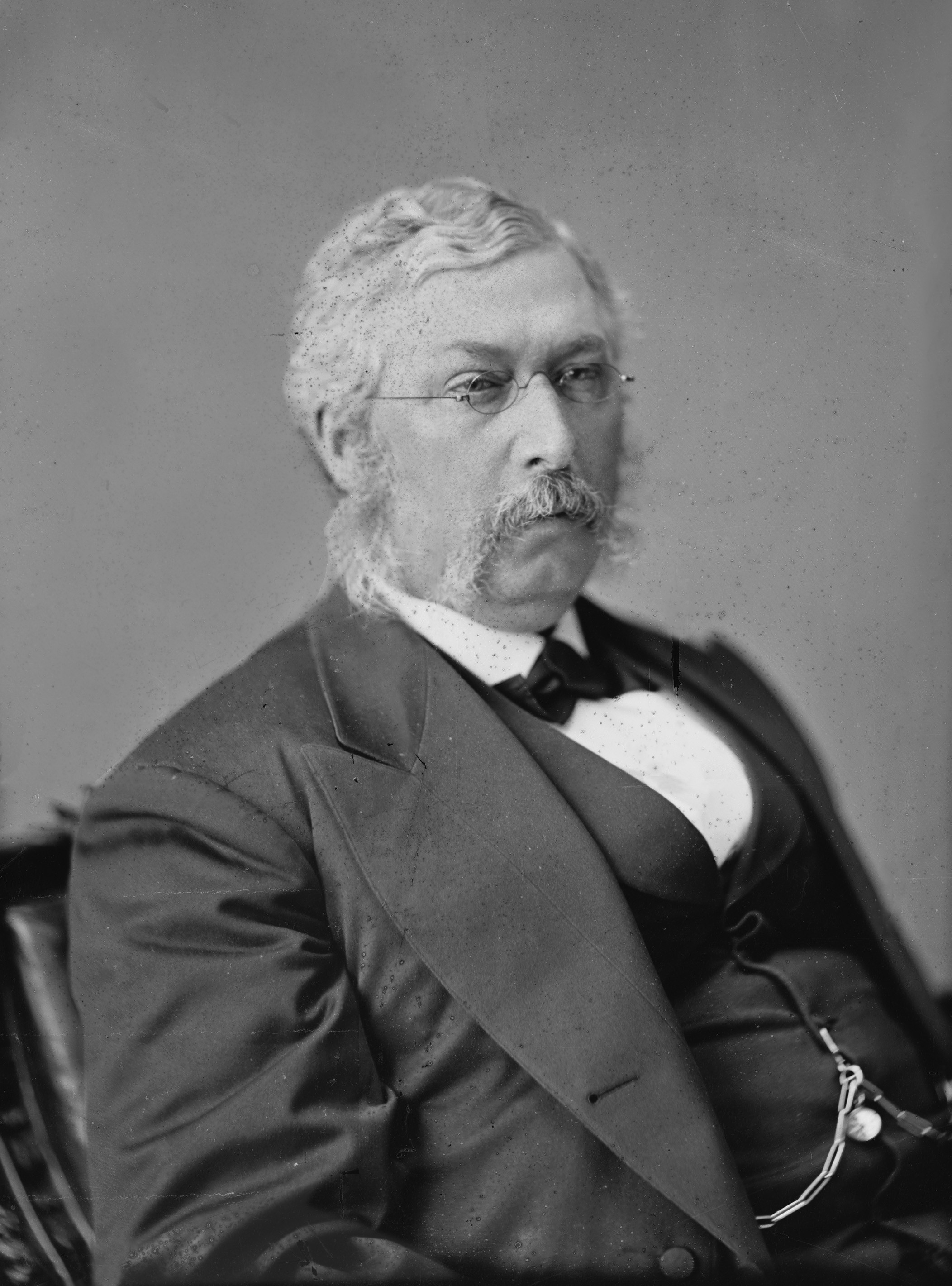
ジョージ・ロブソン

ジョージ・マクスウェル・ロブソン（George Maxwell Robeson, 1829年3月16日 - 1897年9月27日）は、アメリカ合衆国の政治家、弁護士。ニュージャージー州出身で共和党に所属した。南北戦争では北軍の将軍を務め、その後ユリシーズ・グラント政権で1869年から1877年まで第26代海軍長官を務めた。

## 生涯
1829年、ロブソンはニュージャージー州オックスフォード・ファーネスで生まれた。ロブソンは1847年にオックスフォード大学を卒業し、ベルヴィディアでおよそ1年を過ごした。その後ニューアークへと移り、州最高裁首席判事ジョセフ・コウアーテン・ホーンブロウアーの下で法律を学んだ。そして1850年に弁護士の認可を受けると、ニューアークで弁護士業を開業した。ロブソンは間もなくカムデンへ移り、そこで弁護士業を継続した。
1858年、ロブソンはカムデン郡の検察官として指名を受け、翌1859年に着任した。南北戦争が勃発すると、ロブソンは州警察において州兵の編成を積極的に支援した。そして戦争が激化した1863年、ジョエル・パーカー州知事はロブソンを陸軍准将に任命した。ロブソンは終戦の1865年に陸軍を退いた。
1867年、ロブソンはニュージャージー州検事総長に選出された。1869年、ユリシーズ・グラント大統領がロブソンを合衆国海軍長官に指名すると、ロブソンは州検事総長を辞任し、海軍長官への就任を受諾した。
1877年、ロブソンはグラント大統領の任期満了に伴い海軍長官を退任すると、カムデンへ戻り、弁護士業を再開した。1878年、ロブソンは共和党から合衆国下院議員に選出された。ロブソンは続く1880年の選挙でも勝利し、第46回議会と第47回議会の2期連続で合衆国下院議員を務めた。ロブソンは1882年の選挙では敗退した。ロブソンは第47回議会において海軍省歳出委員会の委員長を務めた。
ロブソンは下院議員を退いた後、トレントンで弁護士業を再開した。第一線の法律専門家として活動し、州や郡を相手取っていくつもの重要事件を手掛けた。
そして1897年、ロブソンは健康を失し、死亡した。ロブソンの遺体はベルヴィディアのベルヴィディア墓地に埋葬された。

## 家族
- 父親: ウィリアム・ペン・ロブソン (William Penn Robeson, 1798-1864)
- 母親: アンナ・マリア・マクスウェル (Anna Maria Maxwell, 1806-1886)

- 妻: メアリー・イザベル・オグストン (Mary Isabelle Ogston, ????-1910)
  - 結婚: 1872年1月23日

- 子供:
  - エセル・マクスウェル・ロブソン (Ethel Maxwell Robeson, 1874-????)